# 阿拉伯泰姬
阿拉伯泰姬（英文：Taj Arabia）是阿拉伯聯合酋長國仿製印度泰姬陵興建中的建築物，位於杜拜獵鷹奇觀城，投資10億美元興建，預計於2014年竣工。阿拉伯泰姬與原來版本的比例是1比4。阿拉伯泰姬落成以後，杜拜期望其可以成為中東作為婚紗攝影熱門場地及舉辦婚禮的熱門場所。
阿拉伯泰姬內有五星級酒店，提供300間客房，另外有7座商業及住宅混合用途的建築物，提供200個單位及各種配套服務。